# Doug Scroope
Doug Scroope es un actor australiano conocido por sus participaciones en televisión.

## Carrera
En 1981 apareció como invitado en la serie Prisoner.
Ese mismo año apareció por primera vez en la serie Kingswood Country donde dio vida a Reg Pooley hasta 1984. Anteriormente había aparecido por primera vez en la serie en julio de 1980 donde interpretó a Peter Potter durante el episodio "Boom Boom Bullpitt".
En 1989 se unió al elenco recurrente de la serie policíaca Police Rescue donde interpretó al oficial de la policía Percy "Ptomaine" Warren hasta 1993.
En 1992 apareció como invitado en la serie Hey Dad..! donde interpretó al señor Blunt, anteriormente había aparecido por primera vez en la serie en 1989 donde interpretó al sargento Malone durante el episodio "Democracy Rules K.O.".
En 1998 obtuvo un pequeño papel en la película Dark City donde interpretó a un sargento de oficina.
El 22 de abril del 2005 se unió al elenco recurrente de la popular serie australiana Home and Away donde interpretó a Graham Walters, el padre de Beth Hunter hasta el 3 de marzo del 2006 después de que su personaje muriera de un ataque cardíaco. Anteriormente en 1991 apareció por primera vez en la serie el 2 de julio de 1991 donde interpretó a George Davidson el padre biológico de Marilyn Chambers hasta el 3 de julio del mismo año luego de que Marilyn le pidiera a sus padres que se fueran al darse cuenta de que la estaban usando.
En el 2014 apareció como invitado en la primera temporada de la serie Janet King donde dio vida al juez Perry.

## Filmografía

### Series de televisión
| Año               | Serie                        | Personaje      | Notas                           |
| ----------------- | ---------------------------- | -------------- | ------------------------------- |
| 2014              | Janet King                   | Juez Perry     | 2 episodios                     |
| 2009              | Chandon Pictures             | Arty           | 2 episodios                     |
| 2005 - 2006       | Home and Away                | Graham Walters | 17 episodios                    |
| 2004              | Fireflies                    | Warren Hair    | episodio "While the Cat's Away" |
| 2000              | The Potato Factory           | Totty Smart    | miniserie                       |
| 2005 - 2006       | All Saints                   | Clayton Trent  | episodio "Frozen in Time"       |
| 1999              | Dog's Head Bay               | Tío Dan        | episodio "Fairweather Friends"  |
| 1997              | Bullpitt!                    | -              | episodio "Up, Up, and Away!"    |
| 1997              | Ketchup                      | -              | -                               |
| 1996              | Naked: Stories of Men        | Greg           | episodio "Ghost Story"          |
| 1996              | Heartbreak High              | Hugh           | episodio # 3.8                  |
| 1994              | G.P.                         | George         | episodio "Solo"                 |
| 1989 - 1993       | Police Rescue                | Percy Warren   | 28 episodios                    |
| 1990, 1992        | Hey Dad..!                   | Mr. Blunt      | 2 episodios                     |
| 1991              | The Miraculous Mellops       | Cliente        | episodio # 1.7                  |
| 1990              | The Paper Man                | Patrick Shand  | miniserie                       |
| 1990              | Howard the Mild Colonial Boy | -              | -                               |
| 1989              | In Sickness and in Health    | Mooney         | episodio # 4.7                  |
| 1989              | A Country Practice           | Hector Harper  | 2 episodios                     |
| 1987              | The Harp in the South        | Empleado       | miniserie                       |
| 1986              | Sons and Daughters           | Mr. JOnes      | episodio # 1.810                |
| 1984              | Brass Monkeys                | Cookie         | -                               |
| 1981 - 1982, 1984 | Kingswood Country            | Reg Pooley     | 5 episodios                     |
| 1981              | Prisoner                     | Hombre         | episodio # 1.196                |
| 1980              | Don't Ask Us                 | -              | -                               |
| 1979              | Skyways                      | Alan Mervill   | episodio "The Flying Sleuths"   |

### Películas
| Año  | Películas                         | Personaje           | Notas                                                                                               |
| ---- | --------------------------------- | ------------------- | --------------------------------------------------------------------------------------------------- |
| 2013 | Waiting in the Wings: The Musical | Patrón              | junto a Adam Huss, Christopher Atkins, Rena Strober, Lee Meriwether & Sally Struthers               |
| 2010 | I, Spry                           | Justice Hope        | junto a Tony Llewellyn-Jones, Hugo Weaving, Kim Knuckey & Bob Baines                                |
| 2005 | Hell Has Harbour Views            | Hombre              | junto a Matt Day, Lisa McCune, Marta Dusseldorp, Tony Llewellyn-Jones, Peter O'Brien & Steve Bisley |
| 1998 | They                              | One                 | corto - junto a Ron Falk, Damon Herriman, Matt Ponsonby & Denise Kirby                              |
| 1998 | Dark City                         | Sargento            | junto a Rufus Sewell, William Hurt, Kiefer Sutherland, Jennifer Connelly & Bruce Spence             |
| 1994 | Signal One                        | Sargento Grimmer    | junto a Christopher Atkins, Richard Carter & Virginia Hey                                           |
| 1993 | Puss in Boots                     | -                   | corto - junto a Ric Herbert, Rachel King & Lee Perry                                                |
| 1992 | Over the Hill                     | Hombre en el Garage | junto a Olympia Dukakis, Sigrid Thornton, Steve Bisley, Pippa Grandison & Aden Young                |
| 1989 | The Drum Machine                  | Baterista           | -                                                                                                   |
| 1988 | Outback Bound                     | Camarero            | junto a Donna Mills, John Meillon, Colette Mann, Robert Harper, Nina Foch & John Schneider          |
| 1987 | Future Past                       | Padre               | junto a Nicholas Ryan, Gary Down, Cornelia Frances & Paula Duncan                                   |
| 1982 | Starstruck                        | Hombre Impaciente   | junto a Jo Kennedy, Max Cullen, John O'May, Dennis Miller & Melissa Jaffer                          |
| 1978 | The Night, the Prowler            | Vecino              | junto a Kerry Walker, Maggie Kirkpatrick, Harry Neilson & Peter Collingwood                         |
| 1972 | Caddie                            | Bebedor             | junto a Jack Thompson, Jacki Weaver, Melissa Jaffer, Drew Forsythe & Lynette Curran                 |

### Teatro[2]
| Año         | Obra                                | Personaje | Director (a)     | Teatro                 | Notas                                                                  |
| ----------- | ----------------------------------- | --------- | ---------------- | ---------------------- | ---------------------------------------------------------------------- |
| 2004 - 2006 | Wallflowering                       | -         | Bruce Myles      | Star Court Theatre     | junto a Noeline Brown                                                  |
| 2001        | Shout! The Legend of The Wild One   | -         | Richard Wherrett | Capitol Theatre        | junto a David Campbell, Tamsin Carroll & Trisha Noble                  |
| 1996        | Communicating Doors                 | -         | John Krummel     | Marian St. Theatre     | junto a Glenda Linscott, Julian Garner, Jennifer Hagan & Bridie Carter |
| 1996        | How Does Your Garden Grow?          | -         | -                | State Theatre          | junto a John Griffiths, Sean Kramer, Guy Lesley & Gerald Sont          |
| 1994        | Johnson and Friends: The Stage Show | -         | -                | -                      | junto a Peter Brown, Caitlin Devlin, Garry Scale & Grant Withnell      |
| 1993 - 1994 | A Bedfull of Foreigners             | -         | Gary Down        | Canberra Theatre       | junto a Liddy Clark, Grant Dodwell & Garry Scale                       |
| 1993        | Hot Taps                            | -         | John Orcsik      | Riverside Theatre      | junto a Sheila Kennelly, Alan Lovell, Lynne Porteous & Peter Sumner    |
| 1991        | Great Expectations - The Musical    | -         | Eric Taylor      | York Theatre           | junto a Zoe Bertram, Bruce Venables & David Webb                       |
| 1990        | Man, Beast and Virtue               | -         | Charles Little   | Newtown Studio Theatre | junto a Joseph Clements, Richard Healy & Ritchie Singer                |
| 1980 - 1981 | The Best Little Whorehouse In Texas | -         | Jerry Yoder      | Her Majesty's Theatre  | junto a Lorraine Bayly, Arthur Pickering, Jon Sidney & Peter Whitford  |